# Darren Oldroyd
Darren Robert Oldroyd (* 1. November 1966 in Ormskirk) ist ein ehemaliger englischer Fußballspieler. Als rechter Außenverteidiger hatte er nur eine kurze Zeit als Profifußballer mit lediglich einem Kurzeinsatz für den FC Everton in der Meistersaison 1984/85 und einem Intermezzo 1986 für die Wolverhampton Wanderers, bevor sich seine Karriere in den unteren Amateurspielklassen verlor.

## Sportlicher Werdegang
Die sportliche Laufbahn des in Ormskirk geborenen Darren Oldroyd begann im etwa 15 Meilen südlich gelegenen Liverpool beim FC Everton. Dort war er ab November 1984 Teil des Profikaders, blieb aber in der hochkarätigen Mannschaft, die 1985 sowohl die englische Meisterschaft und den Europapokal der Pokalsieger gewann, genauso außen vor, wie in der anschließenden Saison 1985/86, die den „Toffees“ die Vizemeisterschaft einbrachte. Sein einziger Kurzauftritt fand am 11. Mai 1985 bei der 0:1-Heimniederlage gegen Nottingham Forest statt, als er für Alan Harper eingewechselt wurde. Im August 1986 wechselte er daraufhin zu den Wolverhampton Wanderers, die gerade in die vierte Liga abgestiegen waren.
Die „Wolves“ waren sowohl finanziell als auch sportlich an einem historischen Tiefpunkt in ihrer Vereinsgeschichte angelangt und der Anfang der Saison 1986/87 gestaltete sich unter Trainer Brian Little mit vier Niederlagen aus den ersten sieben Ligaspielen gleichsam nicht zur Zufriedenheit; zudem scheiterte der Verein in der ersten Runde des Ligapokals an Lincoln City F.C. Als dann Graham Turner im Oktober 1986 Littles Nachfolge übernahm, fiel Oldroyd, der zu Beginn auf der rechten Seite zunächst gesetzt war, dauerhaft aus der Mannschaft. Er kam in nur noch drei Meisterschaftsbegegnungen zum Einsatz und der Vertrag wurde noch vor Ende der Spielzeit aufgelöst. Diese Auftritte waren zugleich die letzten auf Profiebene der Football League und fortan trat er dort nicht mehr in Erscheinung. Letzte bekannte Stationen waren danach in der Saison 1988/89 der FC Southport sowie später Fleetwood Town und der AFC Barrow, allesamt in der Northern Premier League beheimatet.
Oldroyd legte fortan seinen Fokus mehr auf Trainings- und Ausbildungsarbeiten und engagierte sich neben der Betreuung von Fußballmannschaften auch für diverse Schul- und Gemeindeprojekten in der Grafschaft Lancashire. Das von den Milton Keynes Dons ins Leben gerufene Projekt „Milton Keynes Dons Football in the Community“ begleitete er von Beginn an und ist bis heute als „Community Officer“ beschäftigt.